# Molophilus oligacanthus
Molophilus oligacanthus är en tvåvingeart som beskrevs av Alexander 1958. Molophilus oligacanthus ingår i släktet Molophilus och familjen småharkrankar. Inga underarter finns listade i Catalogue of Life.